# Sonnensensor
Als Sonnensensor werden Sensoren bezeichnet, die die Richtung der Sonne oder die Stärke oder Dauer der Sonnenstrahlung bestimmen.

## Haustechnik
Bei modernen Häusern ist häufig die Abschattung über Rollladen oder Raffstore in Abhängigkeit von der Sonneneinstrahlung automatisiert. Insbesondere bei Passivhäusern besteht sonst im Sommer die Gefahr einer Überhitzung.

## Photovoltaik
Bei Photovoltaikanlagen kann man zwar sehr vorteilhaft über den nach Uhrzeit und Datum berechneten Sonnenstand die optimale Ausrichtung zur Sonne einstellen, es gibt aber auch Lösungen, bei denen die Kollektoren über einen Sonnensensor in die Sonne gedreht werden. Hier reicht die Bandbreite von einfachen analogen Differenzregelungen bis hin zu Lösungen mit Schlitz-/Punktmaske und CMOS-Bildsensoren.

## Automobil

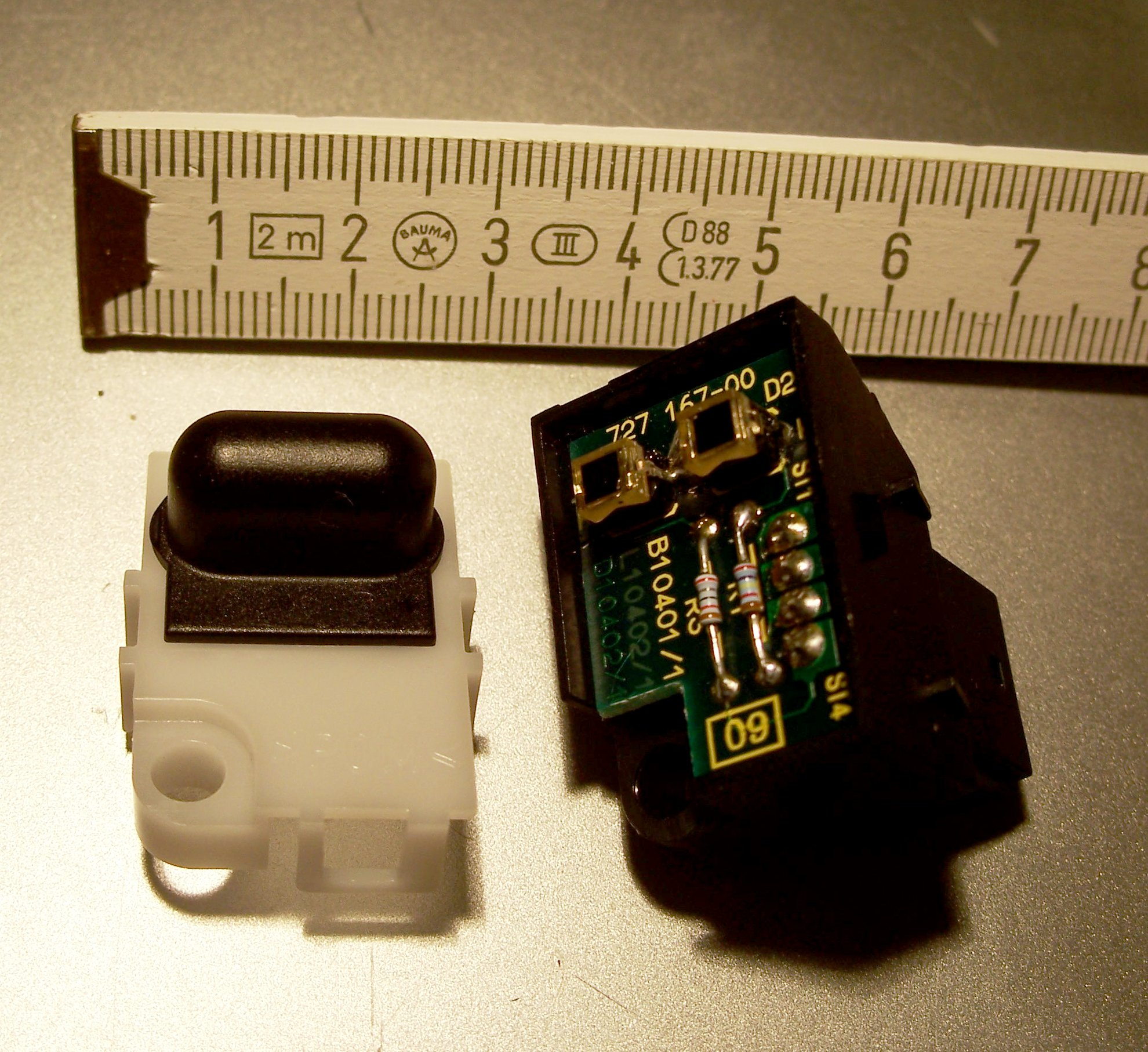
Sonnensensor einer Auto-Klimaanlage

Die größte Verbreitung haben Sonnensensoren im Auto gefunden – dort kann die Kühlleistung der Klimaanlage in Abhängigkeit von der Sonnenposition (und -intensität) relativ zum Fahrzeug für die Insassen (Fahrer/Beifahrer) individuell vorgesteuert werden. Üblicherweise besteht ein solcher Sonnensensor aus mindestens zwei lichtempfindlichen Sensoren (LDR, Photodiode), die in unterschiedliche Richtungen ausgerichtet sind – oder über eine Optik in verschiedene Richtungen empfindlich sind. Die Differenz der beiden Ausgangssignale gibt ein Maß für die Abweichung des Sonnenstands aus der Mittellinie der Sensoren, der Mittelwert der Signale ein Maß für die Sonnenintensität. Der Sensor ist meist mittig auf dem Armaturenbrett in der Abdeckung des Center-Speaker oder dem Windschutzscheiben-Luftauslass unter einer Infrarot-durchlässigen Abdeckung platziert.

## Raumfahrt
In der Raumfahrt werden Sonnensensoren sehr häufig einzeln oder zu mehreren (z. B. sechs Stück bei Mariner 1 und 2 und 16 beim Mars Reconnaissance Orbiter) als Lagesensoren zur Lageregelung von Satelliten bzw. deren Solarzellenausleger verwendet. Sie bestimmen dabei die Lage eines Satelliten relativ zur Sonne. Dies ist grundsätzlich nur möglich, wenn sich die Sonne im Sichtfeld (FOV) des Sensors befindet, was aber nur bei planetennahen Satellitenbahnen den Einsatz einschränkt. In diesem Falle müssen auch Maßnahmen zur Unterdrückung von Störungen durch die Reflexion von Sonnenlicht durch den Planeten getroffen werden. 
Man unterscheidet digitale und analoge Sonnensensoren. 
Analoge Sonnensensoren werden meist zur Grobregelung (z. B. kurz nach dem Start) oder als Backupsystem des Satelliten eingesetzt. Sie zeichnen sich durch einfachen Aufbau, schnelle Erfassung und großen Erfassungsbereich (45 bis 180°) aus. Ein Nachteil ist die (je nach Funktionsprinzip) relativ schlechte Genauigkeit (z. B. 10° beim Satelliten GOCE). Als Messsystem kommen meist einfache Wärmestrahlungsmessgeräte (z. B. auf Basis von temperaturabhängigen Widerständen) oder Fotosensoren zum Einsatz. Diese sind an allen drei Seiten (Raumrichtungen) des Satelliten angebracht und bestimmen nur (per Vergleich der Werte der Sensoren) die Richtung der größten Lichteinstrahlung. Etwas komplizierter sind Sensoren, die mit jeweils zwei Fotoelementen pro Sensor arbeiten und eine Differenzmessung zwischen den beiden Fotoelementen zur Richtungsbestimmung durchführen. Dazu wird durch den mechanisch-optischen Aufbau eine Richtungsbestimmung ermöglicht. Dies kann z. B. eine rechtwinklige Anordnung der Fotoelemente oder eine Anordnung nebeneinander mit einer senkrechten Trennwand oder einem ähnlichen Schatten werfendem Element sein. Bei noch komplizierterem (genauerem) Aufbau sind aber auch analoge Position Sensitive Devices oder digitale Sensoren mit AD-Wandlung möglich. 
Digitale Sonnensensoren basieren im Prinzip auf digitalen Position Sensitive Devices oder Bilderkennungssysteme, also der Erkennung der Sonne mit Hilfe von Zeilen- oder Matrixsensoren (CCD- oder CMOS-Kamera Sensoren), was eine wesentlich genauere Positionsbestimmung erlaubt (so z. B. 0,02° bei 128° Erfassungsbereich beim Satelliten GOCE). 

Sensormatrix bei digitalen Schlitzsensoren

Bei den Zeilensensoren und bei einigen analogen Sonnensensoren werden häufig auch sogenannte Schlitzsensoren eingesetzt. Bei ihnen fällt das Sonnenlicht durch einen schmalen Schlitz (Erfassungsbereich ist abhängig von der Länge des Schlitzes) auf die senkrecht dazu ausgerichtete Sensoranordnung. Bei den Zeilensensoren kommen dabei meist mehrere Zeilen mit immer größer werdender Auflösung (Binär- oder Graycode) der Photosensoren in Richtung des Schlitzes zum Einsatz. Da die Zeilensensoren nur eine Achse bestimmen, müssen davon mindestens zwei vorhanden sein, oder es kommt ein V-förmiger Schlitz mit einer speziellen Auswertesoftware zum Einsatz.
Der grundsätzliche Nachteil von allen Sonnensensoren ist, dass nur eine zweidimensionale Bestimmung der Lage der Satelliten möglich ist. Die dritte Raumrichtung (Winkel zur Erde) muss durch zusätzliche Sensoren (z. B. Erdsensoren, Horizontsensoren oder Magnetfeldsensor) ermittelt werden. Ihre Vorteile sind die hohe Zuverlässigkeit und ihr geringes Gewicht (<0,5 kg) sowie Abmessungen.

## Meteorologie
In der Meteorologie dienen Sonnensensoren auf Basis von Fotoelementen der Bestimmung der Sonnenscheindauer und Intensität.